# Proculejus pubicostis
Proculejus pubicostis là một loài bọ cánh cứng trong họ Passalidae. Loài này được Bates miêu tả khoa học năm 1886.